# Amoxicillin
Amoxicillin er et β-lactamantibiotikum i penicillingruppen, med virkning også på Gram-negative bakterier. Det er et hyppigt anvendt penicillin, da den orale absorption er betydeligt bedre end for de øvrige penicilliner og man kan derved opnå højere plasmakoncentrationer. Amoxicillin findes som tabletter, opløselige tabletter, dispergible tabletter og oral suspension.
Amoxicillin er følsomt for nedbrydning af bakteriers penicillinase enzym og bliver derfor ofte kombineret med clavulansyre; en penicillinasehæmmer.

## Anvendelse
Indikationer for behandling med amoxicillin omfatter:
- Øvre og nedre luftvejsinfektioner
- Mave-tarm infektioner
- Ukompliceret gonorré

## Præparater
Amoxicillin markedsføres i Danmark som enkeltstof under navnene:
- Flemoxin Solutab®
- Imacillin®
- Imadrax®

Og i kombination med clavulansyre under navnene:
- Bioclavid®
- Spektramox®